# Цикатич, Бранко
Бра́нко Ци́катич (хорв. Branko Cikatić, полное имя Браними́р Цикатич, хорв. Branimir Cikatić; 4 октября 1954, Сплит, Хорватская СР, Югославия — 22 марта 2020) — хорватский спортсмен, выступавший в тайском боксе и кикбоксинге, неоднократный чемпион мира, первый победитель гран-при K-1 в 1993 году. Является наиболее возрастным победителем гран-при K-1 — на момент победы Цикатичу было 38 лет.

## Кикбоксинг и тайский бокс

### Ранние годы
Единоборствами Бранко начал заниматься с 12 лет. Сперва это было тхэквондо, с 16 лет — каратэ-сётокан и дзюдо, а с 18 лет — бокс. В любительском боксе Цикатич провёл 17 поединков, одержав победы в 16 из них. С середины 1970-х годов в Европу из США начал проникать кикбоксинг (тогда ещё — фулл-контакт), и Бранко принял решение посвятить себя именно этому спорту, найдя применение как боксёрским навыкам, так и опыту, полученному в восточных единоборствах.

### Любительская карьера
В 1970-е годы в Европе (и, соответственно, в Югославии) профессиональный кикбоксинг не был развит. Первая европейская федерация — WAKO — делала акцент на любительском спорте. С 1979 года Цикатич в составе югославской сборной выступал на крупнейших мировых любительских соревнованиях.

В 1979 году на чемпионате Европы Бранко завоевал золото в категории до 79 кг. На чемпионате мира того же года Цикатич был заявлен в весе до 74 кг, где его результатом стала бронзовая медаль. Стоит отметить, что чемпионом мира в 79 кг стал швейцарец Жан Марк Тонус, побеждённый Бранко в финале европейского чемпионата.

На чемпионате Европы 1980 года Цикатич вновь выступил в категории до 79 кг и снова стал первым, а в 1981 году повторил успех, побив в финальном бою серебряного призёра чемпионата мира 1979 года немца Дитера Херделя.

В 1981 году в WAKO произошло разделение, в результате чего появилась новая федерация WKKA. В то время как WAKO на некоторое время ограничилась соревнованиями по семи-контакту (бой до успешного технического действия (попавшего в цель удара), после чего рефери разводит спортсменов), WKKA провела в Майями, США чемпионат мира по фулл-контакту, где Цикатич завоевал золото в весе до 79 кг. В финальном бою он побил американца Рэя МакКаллума, который в том же году стал чемпионом мира WAKO по семи-контакту в этом весе.

В 1982 и 1983 годах Бранко выиграл очередные чемпионаты Европы, подтвердив своё лидерство в полутяжёлом весе среди любителей. Всего на любительском ринге Цикатич провёл 156 поединков, проиграв лишь четырежды.

### Профессиональная карьера
В начале 1980-х годов в Европе, прежде всего в Голландии, активно развивался тайский бокс и японский кикбоксинг, что стало заслугой Тома Харринка, основателя знаменитого клуба Chakuriki Gym и крупнейшей в то время федерации тайского бокса WMTA (с 1984 года). Решив попробовать себя на профессиональном ринге, Цикатич в 29-летнем возрасте переехал в Амстердам, где начал тренироваться у Харринка. Впоследствии правила тайского бокса стали для Бранко более удобными, чем фулл-контакт, с которого он начинал.

Успешно выступая, Бранко завоевал в 1987 году титул чемпиона мира по версии WMTA (79 кг) и позже успешно его защитил. В том же году состоялась встреча Цикатича с выдающимся бойцом фулл-контакта Доном Уилсоном, где на кону стоял титул американца по версии KICK. Бой прошёл в сентябре в Орландо, США и закончился поражением Бранко (решение судей по итогам 7-ми раундов). Поединок отметился тем, что на кону стоял наибольший на то время призовой фонд в кикбоксинге (победитель получил 60 тыс. долларов).

После поражения Бранко поднялся вверх по весовым категориям и освоил вес до 86 кг. В 1989 году Цикатич завоевал титул чемпиона мира по кикбоксингу по одной из наиболее престижных версий — WKA в Висбадене, Германия. В октябре того же года Бранко потерпел неудачу в бою за титул WMTA с голландским проспектом Эрнесто Хостом, которому проиграл из-за дисквалификации за удар по упавшему сопернику. В 1990 году Цикатич у себя на родине в Загребе стал чемпионом мира по кикбоксингу по версии IKBF. Также в начале 1990-х годов (точная дата неизвестна) Бранко всё же сумел завоевать чемпионский пояс WMTA в тайском боксе, который успешно защитил в октябре 1991 года в Берлине.

### Переход в тяжёлый вес
В марте 1992 года Цикатич провёл бой в тяжёлом весе (свыше 91 кг) против Денниса Алексио — сильнейшего в то время тяжеловеса в американском кикбоксинге (фулл-контакт) за титул чемпиона по версии WMAC (новообразованная федерация, которая пыталась привлечь наиболее известных бойцов). По правилам поединка были разрешены лоу-кики (как уступка Цикатичу), но запрещены удары коленями и борьба в клинче (как уступка Алексио). Бой проходил в равной борьбе до того, как в третьем раунде во время технической остановки поединка рефери Алексио ударил Бранко, отправив его на настил ринга. Несмотря на протесты Цикатича, Алексио не был дисквалифицирован, а была объявлена техническая ничья.

В июне 1992 года Цикатич попытался отобрать титул чемпиона по версии WKA у перспективного греко-австралийца Стэна Лонгинидиса, однако проиграл решением в 12-раундовом поединке.

### K-1 World Grand Prix 1993
30 апреля 1993 года прошёл первый гран-при К-1. Турнир должен был свести сильнейших бойцов ударных единоборств в боях по правилам японского кикбоксинга, знакомым большинству участников гран-при. Цикатич изначально рассматривался как резервный боец и оказался в основной сетке после отказа от участия Денниса Алексио.

В четвертьфинале Бранко одержал победу над тайцем Чангпхыаком Киатсонгрытом, считавшимся сильнейшим полутяжем того времени, а в полуфинальном бою победил японского фаворита мастера каратэ-сейдокайкан Масааки Сатаке. В финале Бранко встретился с Эрнесто Хостом, у которого сумел взять реванш за поражение четырёхлетней давности. Все три боя Цикатич выиграл нокаутами. Сенсационность победы резервного бойца, который хотя и выступал ранее на высоком уровне, но был известен в основном в Европе, подкреплялась и тем фактом, что Цикатич фактически был на закате карьеры — через полгода Бранко исполнялось 39 лет.

## Опыт вММА
В смешанных единоборствах Цикатич выступил дважды в 1998 и 1999 годах, когда его карьера в кикбоксинге подошла к завершению. Первый бой состоялся в марте 1998 года в Японии в одной из двух ведущих организаций ММА того времени Pride FC. 43-летний Бранко был избран в качестве соперника переехавшему в Японию из США Марку Керру благодаря своей известности среди местной публики. Керр, экс-чемпион США по вольной борьбе, имел рекорд 7-0 и был потенциальным претендентом на лидерство в тяжёлом весе. В итоге Бранко потерпел поражение ввиду дисквалификации за хватания за канаты ринга (так он пытался избежать перевода боя в партер).
Второй поединок Цикатич провёл в сентябре 1999 года также в Pride FC против Мориса Смита. В своё время Смит был известным кикбоксером и его бой с Бранко в начале 1990-х по правилам кикбоксинга имел бы немалый спортивный интерес. К 1999 году Морис уже имел большой опыт в смешанных единоборствах и даже считался с июля по декабрь 1997 года сильнейшим тяжем, владея титулом UFC. Опыт Смита в конечном итоге сыграл решающую роль, и Цикатич проиграл удушением.

## Кинокарьера
В 1996 году Бранко снялся (а также выполнил роль ассоциированного продюсера) в фильме «Небоскрёб» с Анной Николь Смит в главной роли.

## Болезнь
В 2018 году Цикатичу был поставлен диагноз тромбоэмболия лёгочной артерии, а в больнице он получил инфекцию, что привело к сепсису, впоследствии у Цикатича была диагностирована болезнь Паркинсона. Человек, воодушевлявший Мирко Крокопа, скончался 23 марта 2020 года от осложнений.

## Спортивные достижения
Любительская карьера:
- 1979 Чемпионат Европы по кикбоксингу (фулл-контакт) WAKO  79 кг
- 1979 Чемпионат мира по кикбоксингу (фулл-контакт) WAKO  74 кг
- 1980 Чемпионат Европы по кикбоксингу (фулл-контакт) WAKO  79 кг
- 1981 Чемпионат мира по кикбоксингу (фулл-контакт) WKKA  79 кг
- 1981 Чемпионат Европы по кикбоксингу (фулл-контакт) WAKO  79 кг
- 1982 Чемпионат Европы по кикбоксингу (фулл-контакт)  79 кг
- 1983 Чемпионат Европы по кикбоксингу (фулл-контакт)  79 кг

Профессиональная карьера:
- 1987 Чемпион мира по тайскому боксу WMTA (79 кг)
- 1989 Чемпион мира по кикбоксингу WKA (86 кг)
- 1990 Чемпион мира по кикбоксингу IKBF (86 кг)
- 19?? Чемпион мира по тайскому боксу WMTA (86 кг)
- 1993 Победитель гран-пр К-1
- 1995 Полуфиналист гран-при К-1
- 1998 Чемпион мира по тайскому боксу WMTA

Звания в единоборствах:
- тхэквондо — 1-й дан
- каратэ-сётокан — 2-й дан
- каратэ-кусин-рю — 4-й дан
- дзюдо — 2-й кю (синий пояс)

## Статистика ММА (0-2-0, 1 — NC)
| Бой | Результат | Соперник   | Способ                               | Турнир (место проведения) | Дата проведения | Раунд | Время |
| --- | --------- | ---------- | ------------------------------------ | ------------------------- | --------------- | ----- | ----- |
| 2   | Поражение | Морис Смит | Болевой на руку                      | PRIDE 7                   | 12.09.1999      | 1     | 7:33  |
| 1   | Поражение | Марк Керр  | Дисквалификация (хватание за канаты) | PRIDE 2                   | 15.03.1998      | 1     | 2:14  |